# Zuccalà (cognome)
Zuccalà è un cognome di lingua italiana.

## Varianti
Zoccali, Zuccarà.

## Origine e diffusione
Cognome tipicamente meridionale, è presente prevalentemente in Calabria, Puglia e Sicilia.
Attestato dal 1203, potrebbe derivare dal mestiere medioevale di fabbricante e venditore di pentole, dal greco zukalàs, "pentolaio" (da cui anche il cognome greco Tsukalas). Il cognome è affine a Caldara.

## Persone
- Franco Zuccalà – giornalista italiano
- Michele Zuccalà – politico italiano